# Македония в своите жители само сърби няма
„Македония в своите жители само сърби няма“ е книга на българския общественик и духовник Методий Кусев, излязла на български език в 1912 година в Чирпан.